# Călin Popescu-Tăriceanu
Călin Popescu-Tăriceanu (Bukarest, 1952. január 14.) román politikus, 2004 és 2008 októbere között  Románia miniszterelnöke, a Nemzeti Liberális Párt elnöke 2009-ig.

## Pályafutása
Középiskolai tanulmányait a bukaresti Sf. Sava gimnáziumban, egyetemi tanulmányait a bukaresti Hidrotechnikai Főiskolán (Facultatea de Hidrotehnică, Institutul de Construcții București; mai neve: Universitate Tehnică de Construcții) végezte 1976-ban, majd a Bukaresti Egyetemen 1981-ben matematikai és informatikai posztgraduális képzésen vett részt.
Egyetemi tanulmányai elvégzése után mérnökként dolgozott (Consiliul Național al Apelor, Filiala Argeș, 1976-1977, Trustul de Construcții Industriale București, 1977-1979), majd egyetemi segédtanár volt a bukaresti Hidrotechnikai Főiskolán (1980-1991).
1990-ben megalapította a rendszerváltás utáni első román magánrádiót (Radio Contact), amelynek vezérigazgatója volt 1992-1996 között. 1993 óta az Automotive Trading Services (a Citroën hivatalos romániai forgalmazója) társtulajdonosa. Alapító tagja és elnöke (1994-1997 és 2001-2003 között) a romániai Gépkocsigyártók és Importőrök Szövetségének (Asociația Producătorilor și Importatorilor de Automobile, APIA), majd 2003. óta tiszteletbeli elnök. Alapító tagja a Román Sajtóklubnak (Clubul Român de Presă).

## Családi háttere
Anyja, Alexandrina Louise Lăzărescu, a romániai görög etnikumhoz tartozik, apja félig görög és félig román. 
Háromszor nősült, és két gyereke van.